# Колібрі-крихітка іскристий
Колі́брі-кри́хітка іскристий (Selasphorus scintilla) — вид серпокрильцеподібних птахів родини колібрієвих (Trochilidae). Мешкає в Коста-Риці і Панамі.

## Опис

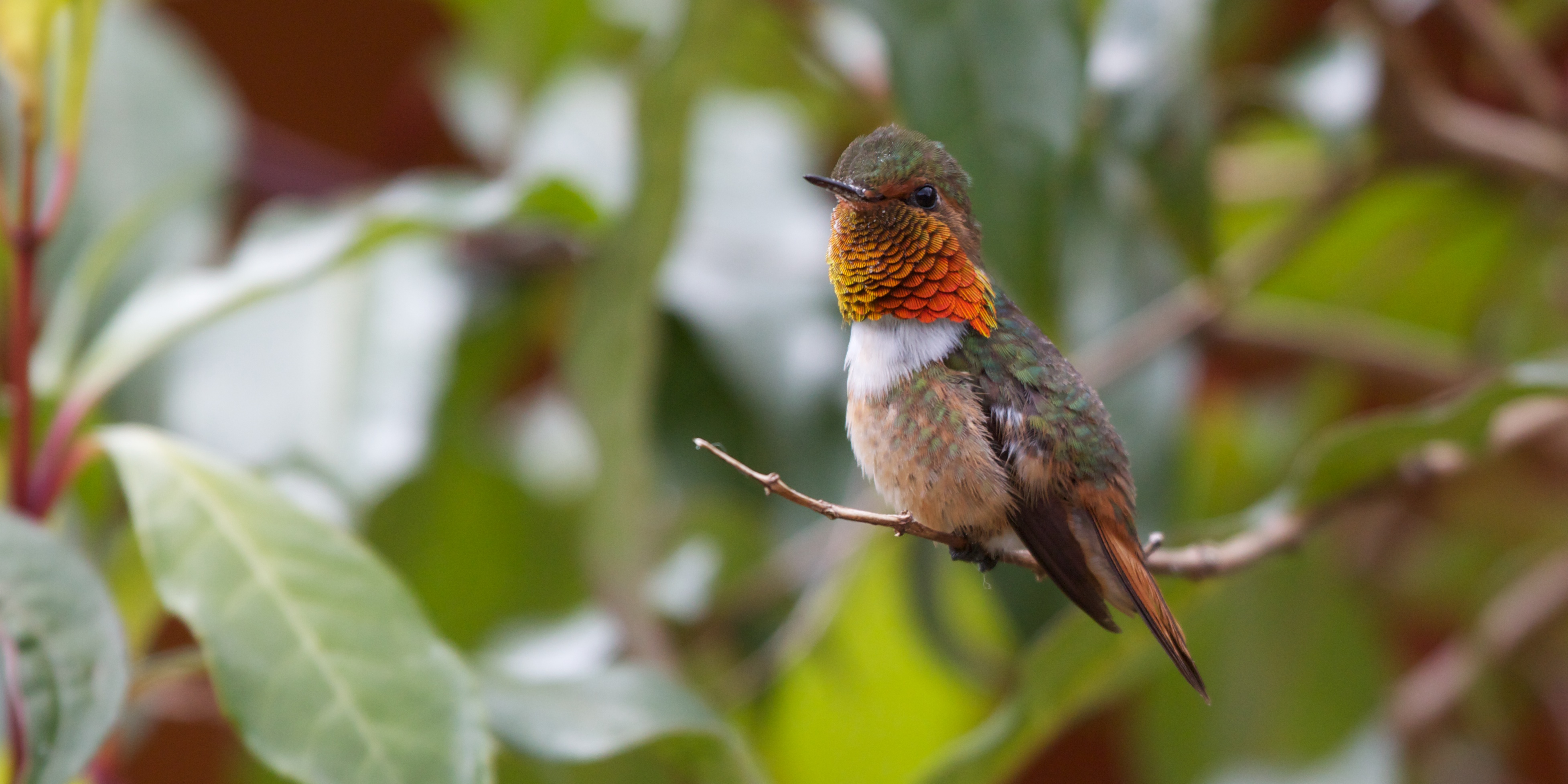
Самець іскристого колібрі-крихітки

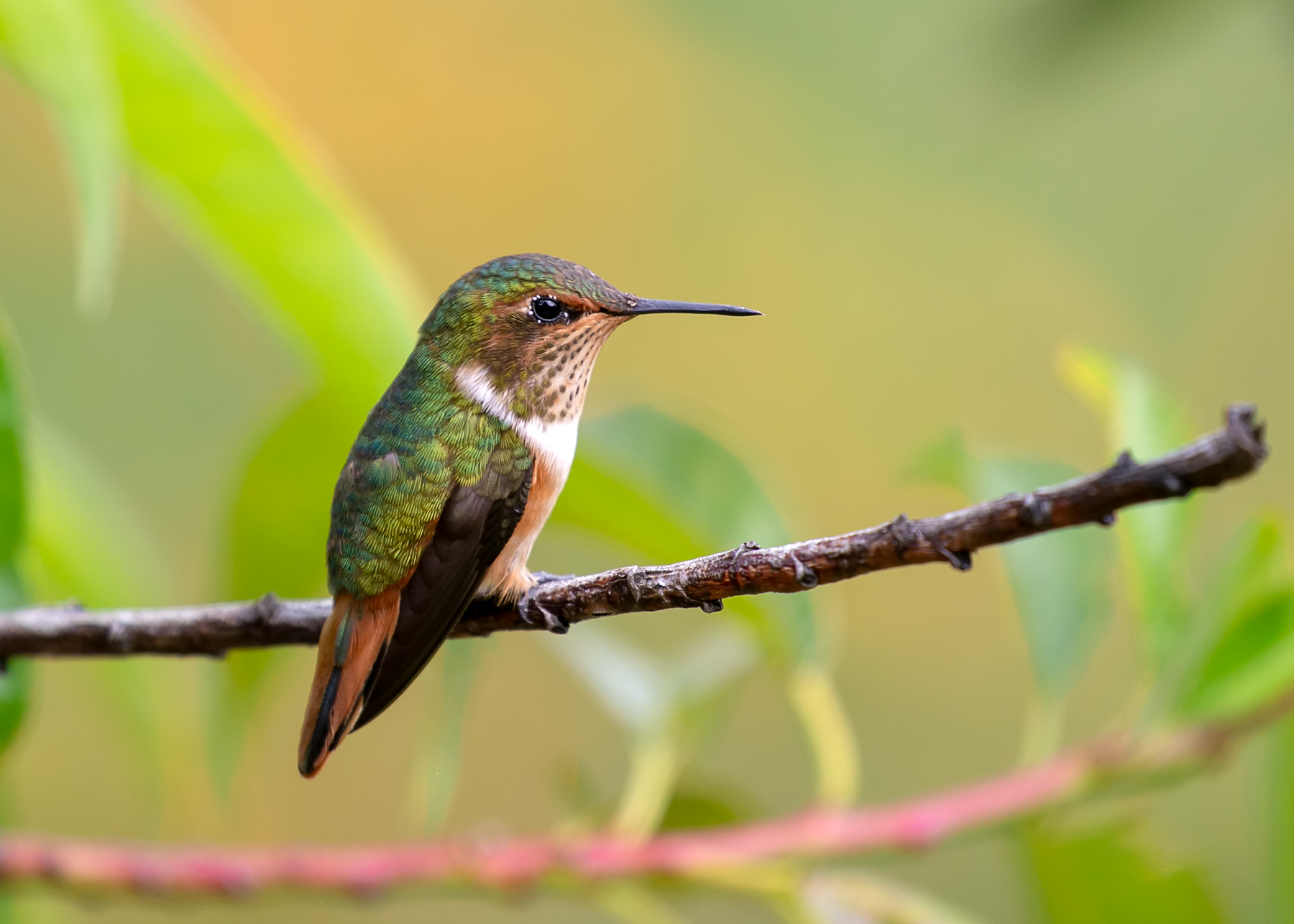
Самиця іскристого колібрі-крихітки

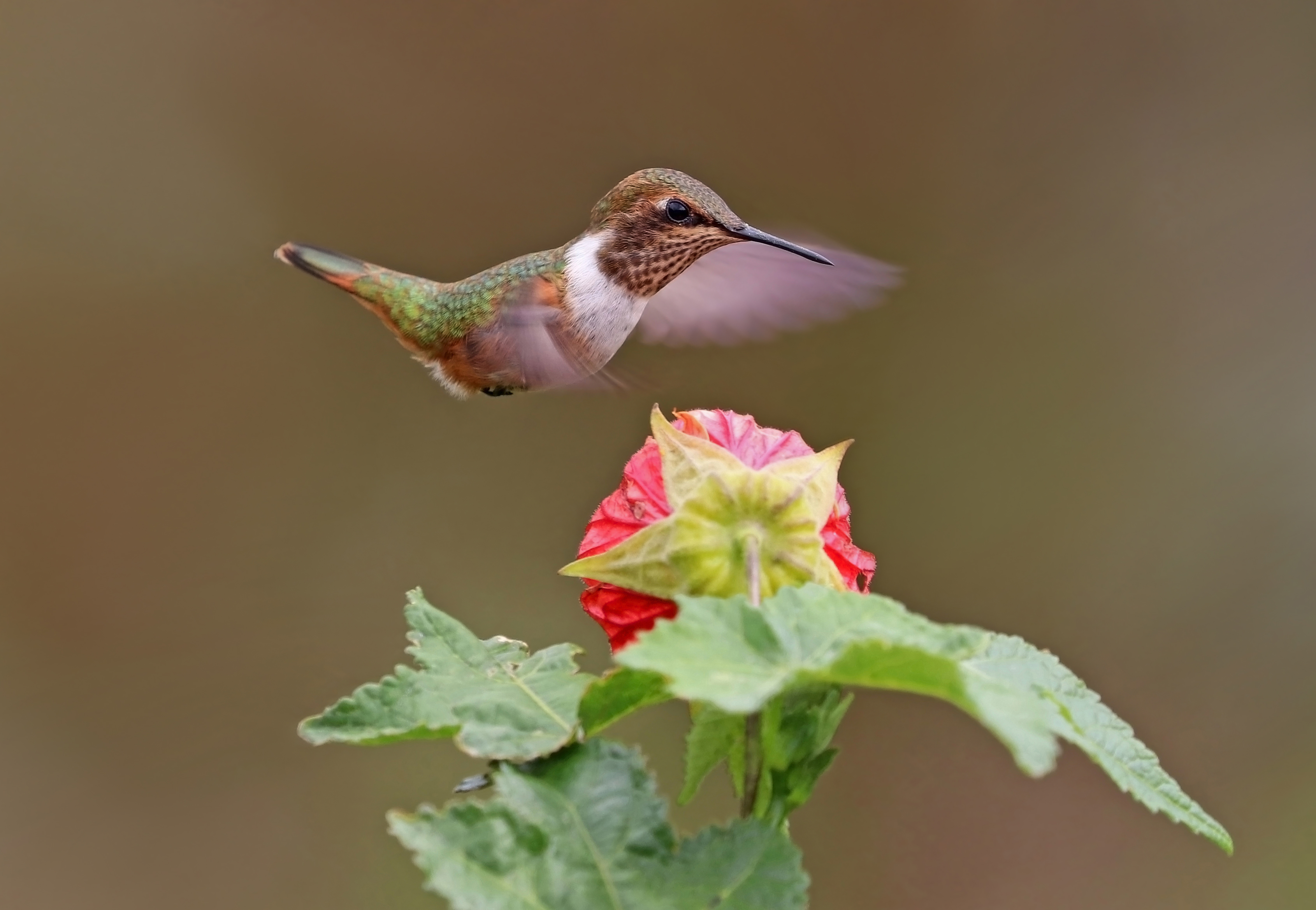
Самиця іскристого колібрі-крихітки в польоті

Іскристі колібрі-крихітки є одними з найменших птахів у світі і найменшими птахами Коста-Рики. Їх довжина становить 6,5-8 см, самці важать 2 г, самиці 2,3 г. У самців верхня частина тіла бронзово-зелена, хвіст рудий з чорною смугою на кінці. На горлі блискуча яскраво-червона пляма, відділена білою смугою від коричневої нижньої частини тіла. Дзьоб чорний, короткий і прямий. У самиць горло охристе, поцятковане невеликими зеленими плямками, бокі більш яскраво-руді. Забарвлення молодих птахів є подібне до забарвлення самиць, однак пера на верхній частини тіла у них мають руді краї.

## Поширення і екологія
Іскристі колібрі-крихітки живуть на узліссях карликових і хмарних лісів, на кавових плантаціях і в садах. Зустрічаються на висоті від 900 до 2000 м над рівнем моря. Під час негніздового періоду птахи здійснюють висотні міграції вверх по схилам, досягаючи висоти 2500 м над рівнем моря. На більших висотах вони замінюються пурпуровогорлими колібрі-крихітками.
Іскристі колібрі-крихітки живляться нектаром різноманітних квітучих рослин, зокрема Salvia та інших рослин, які зазвичай запилюються комахами, а також дрібними безхребетними, яких ловлять в польоті. Самці агресивно захищають кормові території.
Сезон розмноження у іскристих колібрі-крихіток триває з вересня по лютий. Гніздо невелике, чашоподібне, робиться з рослинного пуху і павутиння, розміщується в чагарниках, на висоті від 1 до 4 м над землею. В кладці 2 білих яйця. Інкубаційний період триває 15-19 днів, пташенята покидають гніздо через 20-26 днів після вилуплення.